# Sophiothrips bicolor
Sophiothrips bicolor är en insektsart som beskrevs av Watson och Preer 1939. Sophiothrips bicolor ingår i släktet Sophiothrips och familjen rörtripsar. Inga underarter finns listade i Catalogue of Life.